# Ryan Aeronautical
Ryan Aeronautical Company var ett amerikanskt företag verksamt inom försvarsindustrin. 1999 köptes företaget av Northrop Grumman.

## Produkter
| Namn                 | Första flygning | Antal byggda | Typ                            |
| -------------------- | --------------- | ------------ | ------------------------------ |
| Ryan M-1             | 1926            | 36           | Lastflygplan gjord för post    |
| Ryan ST              | 1934            | 1534         | Träningsflygplan för militären |
| PT-22 Recruit        | 1934            | 1048         | Träningsflygplan för militären |
| Ryan S-C             | 1937            | 14           | Militärflygplan                |
| Ryan YO-51 Dragonfly | 1940            | 3            | Spaningsflygplan               |
| Ryan FR Fireball     | 1944            | 66           | Jaktflygplan                   |
| Ryan XF2R Dark Shark | 1946            | 1            | Jaktflygplan                   |
| Ryan Navion          | 1948            | 1202         | Militärflygplan                |
| Ryan X-13 Vertijet   | 1955            | 2            | Experimentflygplan             |
| Ryan Firebee         | 1955            | 1            | Spanings- och målrobot         |
| Ryan VZ-3 Vertiplane | 1959            | 1            | Experimentflygplan             |
| Ryan Model 147       | 1962            | 1            | Spaningsrobot                  |
| Ryan XV-8            | 1961            | 1            | Experimentflygplan för last    |
| Ryan XV-5 Vertifan   | 1964            | 2            | Experimentflygplan             |
| Ryan AQM-91 Firefly  | 1968            | 28           | Spanningsdrönare               |
| Ryan YQM-98          | 1974            | 1            | Spanningsdrönare               |
| Teledyne Ryan Scarab | 1988            | 56           | Spanningsdrönare               |
| Teledyne Ryan 410    | 1988            | 0            | Spanningsdrönare               |
| BQM-145 Peregrine    | 1992            | 0            | Spanningsdrönare               |

| Namn             | I tjänst  | Typ                   |
| ---------------- | --------- | --------------------- |
| AAM-A-1 Firebird | 1947-1949 | Luft-till-luft-missil |
| ADM-160 MALD     | 1999 -    | Lockbetsmissil        |